# Can Bartrolí
Can Bartrolí és una casa gòtica de Borrassà (Alt Empordà) inclosa a l'Inventari del Patrimoni Arquitectònic de Catalunya.

## Descripció
Edifici entre mitgeres de planta baixa i dos pisos. La façana està totalment arremolinada i el que destaca de la façana són la porta d'entrada a l'edifici de la planta baixa, una porta allindada, amb un escut al centre de la llinda, i la finestra del primer pis, una finestra amb els muntants de carreus, i amb una gran llinda com a la porta del pis inferior.

## Història
Podria haver estat un asil i hospital.